# Biblioteca académica de la Universidad de Tallin
La Biblioteca académica de la Universidad de Tallin (en estonio: Tallinna Ülikooli Akadeemiline Raamatukogu) es una de las bibliotecas de investigación de Estonia en todos los campos del conocimiento, excepto la construcción y la agricultura. Se encuentra en Tallin, capital de Estonia.
La biblioteca fue fundada en abril de 1946 como la Biblioteca Central de la Academia de Ciencias de Estonia. Aunque la biblioteca es bastante joven, la Biblioteca de la iglesia de San Olaf (fundada en 1552) constituye la parte más antigua de las colecciones.